# Les Éduts
Les Éduts est une commune du Sud-Ouest de la France située dans le département de la Charente-Maritime, en région Nouvelle-Aquitaine.
Ses habitants sont appelés les Édutois.
Cette très petite commune a comme particularité de posséder le plus haut village perché de toute la Charente-Maritime.

## Géographie

### Le plus haut village de la Charente-Maritime
La petite commune des Éduts, qui appartient au canton de Matha, est située entre deux collines élevées dont l'une culmine à 156 alors que le bourg se trouve sur l'autre colline. Le village des Éduts a la particularité d'être le village le plus élevé de la Charente-Maritime, où il occupe le sommet d'un coteau de 145 de hauteur. Celui-ci se trouve à proximité du point culminant du département situé dans la commune voisine de Contré.
La commune appartient géographiquement aux premières hauteurs de la partie méridionale du seuil du Poitou où le relief se relève assez brusquement dans le nord-est de la Charente-Maritime. Par son altimétrie moyenne, la commune des Éduts fait partie des quatre communes les plus élevées de la Charente-Maritime où aucun point de son territoire communal n'est inférieur à 100 mètres d'altitude comme pour les communes voisines de Saleignes, Vinax et Romazières.

### Un site de causse
Située géologiquement sur les terrains du Jurassique supérieur, la commune a un sol argilo-calcaire qui présente les caractéristiques communes des terres de groie.
Si aucun cours d'eau n'est référencé par le Sandre dans la commune, le sous-sol karstique présente des allures de causse avec des problèmes d'asséchement chronique des terrains en été. Mais bien amendés et fertilisés, ces sols donnent de bonnes terres à céréales où les productions locales sont stockées dans le puissant silo de la commune voisine de Saleignes. Un paysage d'openfield, de formation récente, caractérise aujourd'hui le finage communal des Éduts dans sa partie centrale qui a été fortement défrichée au détriment des vastes forêts alentour.

### Une commune boisée
Un tiers environ de la commune est constitué de bois et de forêts où ces dernières sont des morceaux détachés des grands massifs forestiers domaniaux des forêts d'Aulnay et de Chef-Boutonne.
Dans les parties orientales de la commune, quelques bois épars sont encore présents et sont des morceaux détachés de la vaste forêt d'Aulnay qui, au Moyen Âge, s'étendait beaucoup plus au sud du territoire communal.
C'est surtout dans le nord que prédominent les bois sur les terrains les plus montueux et les plus secs portant principalement des chênaies. Celles-ci forment la Foye de Saint-Jean qui est une fraction de forêt isolée dépendant de la forêt domaniale d'Aulnay composée également du Bois de Chantemerlière qui se situe plus au nord, au-delà de la limite communale. Cette forêt était originellement une hêtraie comme son toponyme l'indique clairement et devait certainement appartenir à l'ancienne abbaye de Saint-Jean-d'Angély qui possédait de nombreux bois et fiefs dans les paroisses de la vicomté d'Aulnay. Le GRP de la Sylve d'Argenson, grand circuit de randonnée pédestre, la traverse d'est en ouest.
Aux portes du village perché des Éduts se profile la forêt de Fontaine dont une importante fraction occupe toute la partie méridionale de la commune. Cette chênaie, qui est aujourd'hui une dépendance domaniale de la Forêt de Chef-Boutonne, prolonge au nord la forêt de Fontaine qui s'étend sur une grande partie de la commune voisine de Fontaine-Chalendray.

### Localisation
Les Éduts se trouve à 13 km à l'est d'Aulnay-de-Saintonge, chef-lieu du canton le plus étendu de la Charente-Maritime, et  à 33 km à l'est de Saint-Jean-d'Angély, chef-lieu d'arrondissement de la Charente-Maritime et principale ville de la Saintonge du Nord.
Le bourg le plus proche et le plus important par son équipement en services de première nécessité est celui de Néré. Cet ancien chef-lieu de canton auquel appartenait Les Éduts est situé à seulement 2,5 km au sud-ouest, sur la D 131, route départementale qui relie Néré à Chef-Boutonne.
La ville des Deux-Sèvres la plus proche est Chef-Boutonne qui est également un chef-lieu de canton, lequel est situé à 25 km au nord-est directement par la D 131.
La ville la plus proche en Charente est Ruffec qui se situe à 33 km à l'ouest.

### Communes limitrophes
Toute la commune des Éduts est sise dans le département de la Charente-Maritime bien que le département voisin des Deux-Sèvres soit très proche que séparent au nord-est et à l'est les petites communes forestières et céréalières de Saleignes et de Romazières.
Au nord du village des Éduts, le Bois de Chantemerlière qui s'étend sur plusieurs centaines d'hectares occupe un plateau élevé et karstique et sépare la commune du village forestier de Vinax.
À l'ouest, s'étend la vaste commune de Néré qui englobe les petits villages de Chez Naudin et de Paradis, autrefois dépendances de l'ancienne paroisse poitevine des Éduts. Elle l'enserre également au sud.
|      | Vinax     | Saleignes  |
|      | des Éduts | Romazières |
| Néré |           |            |

## Urbanisme

### Typologie
Au 1er janvier 2024, Les Éduts est catégorisée commune rurale à habitat très dispersé, selon la nouvelle grille communale de densité à 7 niveaux définie par l'Insee en 2022.
Elle est située hors unité urbaine et hors attraction des villes,.

### Occupation des sols
L'occupation des sols de la commune, telle qu'elle ressort de la base de données européenne d’occupation biophysique des sols Corine Land Cover (CLC), est marquée par l'importance des territoires agricoles (78,7 % en 2018), en augmentation par rapport à 1990 (75,1 %). La répartition détaillée en 2018 est la suivante : 
terres arables (70,2 %), forêts (21,3 %), zones agricoles hétérogènes (8,5 %). L'évolution de l’occupation des sols de la commune et de ses infrastructures peut être observée sur les différentes représentations cartographiques du territoire : la carte de Cassini (XVIIIe siècle), la carte d'état-major (1820-1866) et les cartes ou photos aériennes de l'IGN pour la période actuelle (1950 à aujourd'hui).

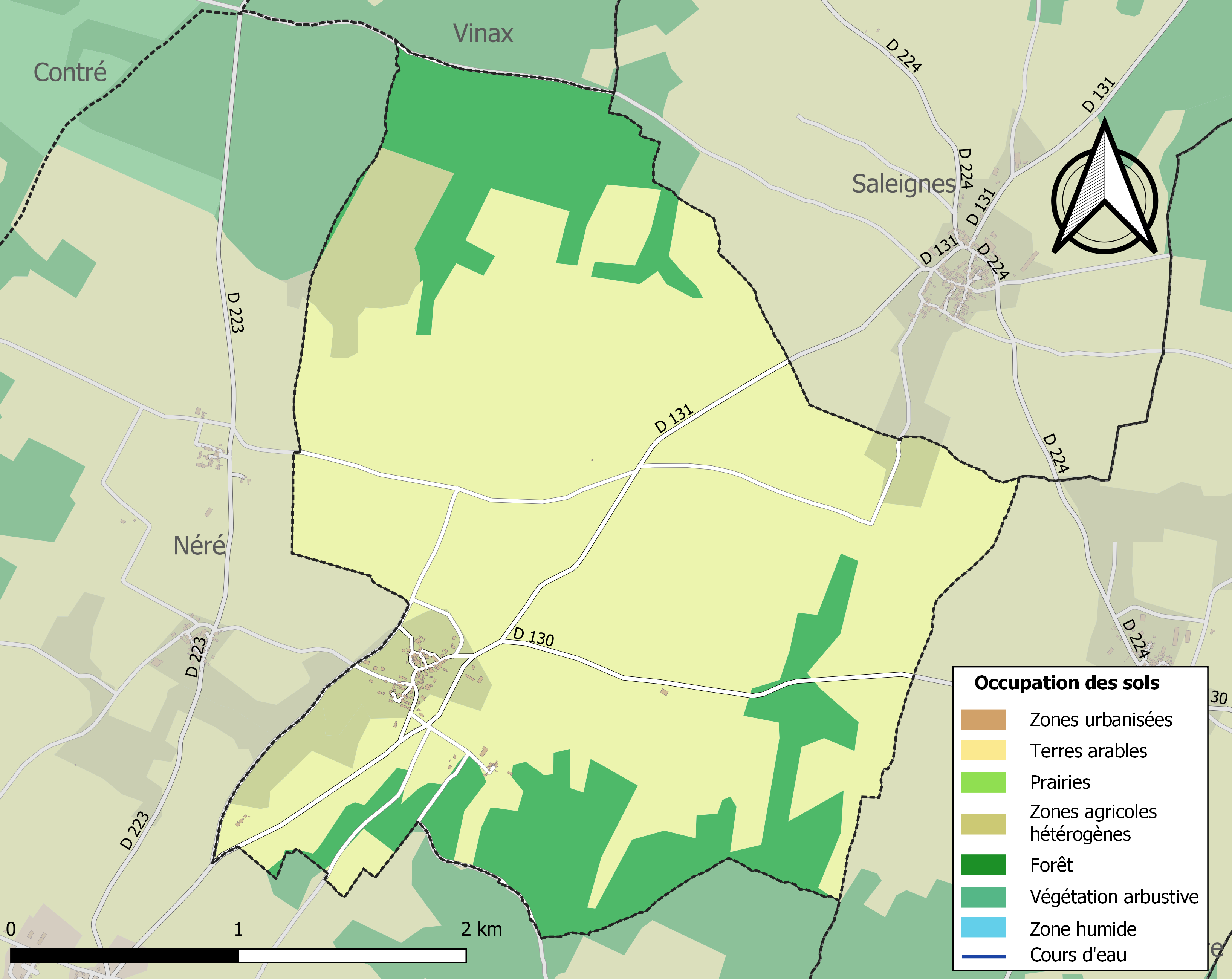
Carte des infrastructures et de l'occupation des sols de la commune en 2018 (CLC).

### Risques majeurs
Le territoire de la commune des Éduts est vulnérable à différents aléas naturels : météorologiques (tempête, orage, neige, grand froid, canicule ou sécheresse), inondations, mouvements de terrains et séisme (sismicité modérée). Il est également exposé à un risque technologique,  le transport de matières dangereuses. Un site publié par le BRGM permet d'évaluer simplement et rapidement les risques d'un bien localisé soit par son adresse soit par le numéro de sa parcelle.

#### Risques naturels
Certaines parties du territoire communal sont susceptibles d’être affectées par le risque d’inondation par débordement de cours d'eau, notamment le Bramerit. La commune a été reconnue en état de catastrophe naturelle au titre des dommages causés par les inondations et coulées de boue survenues en 1982, 1999 et 2010,.

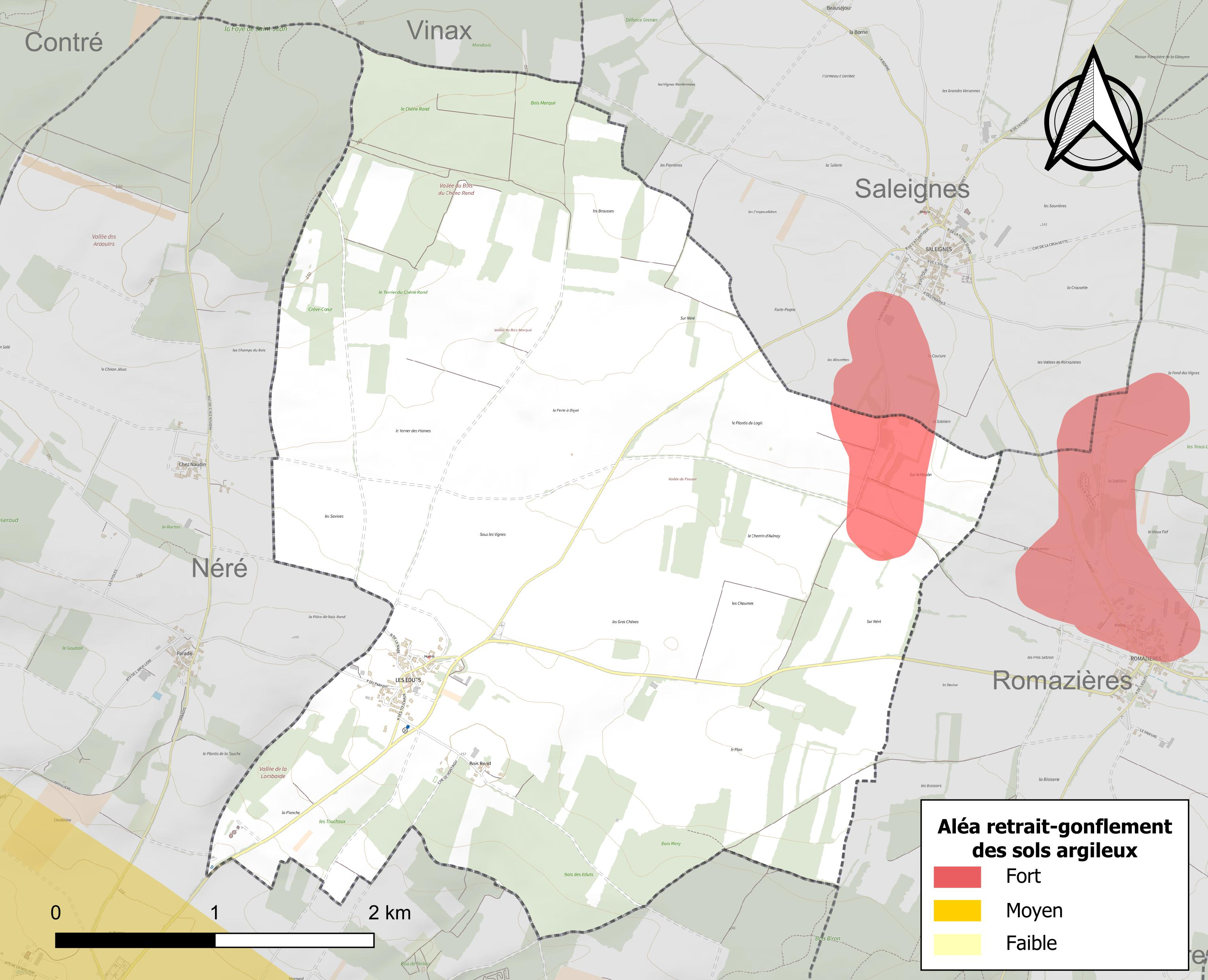
Carte des zones d'aléa retrait-gonflement des sols argileux des Éduts.

Les mouvements de terrains susceptibles de se produire sur la commune sont des tassements différentiels.
Le retrait-gonflement des sols argileux est susceptible d'engendrer des dommages importants aux bâtiments en cas d’alternance de périodes de sécheresse et de pluie. 2,6 % de la superficie communale est en aléa moyen ou fort (54,2 % au niveau départemental et 48,5 % au niveau national). Sur les 42 bâtiments dénombrés sur la commune en 2019,  aucun n'est en aléa moyen ou fort, à comparer aux 57 % au niveau départemental et 54 % au niveau national. Une cartographie de l'exposition du territoire national au retrait gonflement des sols argileux est disponible sur le site du BRGM,.
Par ailleurs, afin de mieux appréhender le risque d’affaissement de terrain, l'inventaire national des cavités souterraines permet de localiser celles situées sur la commune.
Concernant les mouvements de terrains, la commune a été reconnue en état de catastrophe naturelle au titre des dommages causés par des mouvements de terrain en 1999 et 2010.

#### Risques technologiques
Le risque de transport de matières dangereuses sur la commune est lié à sa traversée par une ou des infrastructures routières ou ferroviaires importantes ou la présence d'une canalisation de transport d'hydrocarbures. Un accident se produisant sur de telles infrastructures est susceptible d’avoir des effets graves sur les biens, les personnes ou l'environnement, selon la nature du matériau transporté. Des dispositions d’urbanisme peuvent être préconisées en conséquence.

## Population et société

### Démographie
L'évolution du nombre d'habitants est connue à travers les recensements de la population effectués dans la commune depuis 1793. Pour les communes de moins de 10 000 habitants, une enquête de recensement portant sur toute la population est réalisée tous les cinq ans, les populations de référence des années intermédiaires étant quant à elles estimées par interpolation ou extrapolation. Pour la commune, le premier recensement exhaustif entrant dans le cadre du nouveau dispositif a été réalisé en 2008.

En 2022, la commune comptait 58 habitants, en évolution de −9,37 % par rapport à 2016 (Charente-Maritime : +4,04 %, France hors Mayotte : +2,11 %).
| 1793 | 1800 | 1806 | 1821 | 1831 | 1836 | 1841 | 1846 | 1851 |
| ---- | ---- | ---- | ---- | ---- | ---- | ---- | ---- | ---- |
| 237  | 150  | 159  | 167  | 172  | 161  | 156  | 159  | 153  |

| 1856 | 1861 | 1866 | 1872 | 1876 | 1881 | 1886 | 1891 | 1896 |
| ---- | ---- | ---- | ---- | ---- | ---- | ---- | ---- | ---- |
| 132  | 120  | 114  | 118  | 131  | 110  | 118  | 100  | 127  |

| 1901 | 1906 | 1911 | 1921 | 1926 | 1931 | 1936 | 1946 | 1954 |
| ---- | ---- | ---- | ---- | ---- | ---- | ---- | ---- | ---- |
| 110  | 101  | 110  | 103  | 96   | 90   | 81   | 99   | 80   |

| 1962 | 1968 | 1975 | 1982 | 1990 | 1999 | 2006 | 2008 | 2013 |
| ---- | ---- | ---- | ---- | ---- | ---- | ---- | ---- | ---- |
| 71   | 83   | 70   | 81   | 82   | 64   | 66   | 66   | 67   |

| 2018 | 2022 | - | - | - | - | - | - | - |
| ---- | ---- | - | - | - | - | - | - | - |
| 59   | 58   | - | - | - | - | - | - | - |

Les Éduts fait partie des communes les moins peuplées du canton d'Aulnay auxquelles s'ajoutent Romazières, Saleignes et Vinax, qui ont toutes le trait commun de compter moins de 100 habitants.
Cette petite commune rurale, comme beaucoup dans cette partie du nord-est de la Charente-Maritime, appartient à ces zones rurales en voie de désertification où le problème démographique est particulièrement préoccupant. Lors du recensement de 2007, Les Éduts comptait 66 habitants. À son apogée dans le premier tiers du XIXe siècle, au début de la monarchie de Juillet, elle en comptait presque le triple, 172 en 1831. Mais l'accélération de la dépopulation de la commune a été impressionnante depuis la fin de la Seconde Guerre mondiale, où Les Éduts a perdu plus d'un tiers de sa population en un demi-siècle seulement, passant de 99 habitants en 1946 à 64 habitants en 1999.
Aujourd’hui la densité est nettement inférieure à 10 hab./km2 (8 hab./km2 en 2007), ce qui en fait une des communes les moins densément peuplées de la Charente-Maritime.

## Toponyme
Le site perché du village justifie son toponyme. C'était en effet un lieu de refuge très recherché pendant les périodes troublées du Moyen Âge, de l'ancien français esduit qui signifie refuge. Ce toponyme daterait du XIIIe siècle.

## Histoire
Dépendant de l'ancienne province du Poitou, le petit village des Éduts aurait été créé non seulement en raison de son site élevé permettant d'assurer la protection de ses habitants dans les temps d'insécurité mais également par la présence d'un petit édifice religieux, probablement un monastère. Sur le site perché du village, une petite église romane a été édifiée au XIIe siècle et est de fait l'église la plus élevée de tout le département de la Charente-Maritime.
La commune des Éduts était plus étendue qu'elle ne l'est actuellement. Jusqu'à la fin du XVIIIe siècle, la paroisse des Éduts comptait trois autres villages dont, au nord, ceux de  Chez-Naudin et Paradis qui ont été rattachés à Néré en 1790 lors de la création des communes et du département. De 1790 à 1800, la commune des Éduts faisait partie du canton de Néré.

## Administration

### Liste des maires
| Période                                  | Période  | Identité         | Étiquette | Qualité                     |
| ---------------------------------------- | -------- | ---------------- | --------- | --------------------------- |
| Les données manquantes sont à compléter. |          |                  |           |                             |
| 1983                                     | En cours | Françoise Guéret | SE        | Retraitée Fonction publique |

### Canton
La commune des Éduts appartient depuis mars 2015 au canton de Matha, après avoir longtemps dépendu du canton d'Aulnay.

### Intercommunalité
La commune adhéra de 1994 à 2013 à la communauté de communes du canton d'Aulnay-de-Saintonge dont le siège administratif était situé à Aulnay-de-Saintonge. Depuis le 1er janvier 2014, la commune adhère à la Communauté de communes des Vals de Saintonge qui regroupe les communes du nord-est de la Charente-Maritime et dont le siège se trouve à Saint-Jean-d'Angély.

## Culture locale et patrimoine

### Lieux et monuments

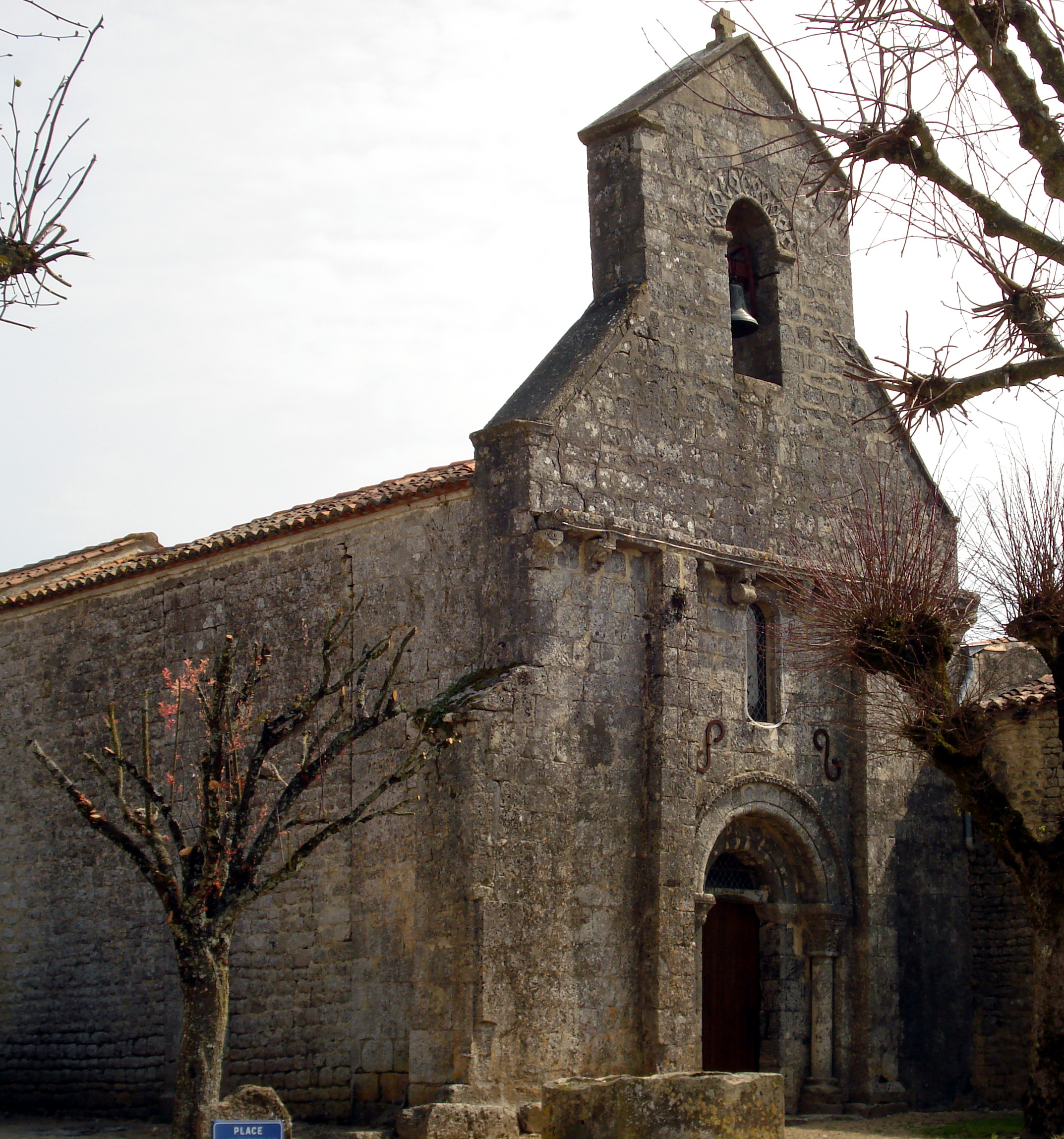
L'église Saint-Révérend.

#### L'église Saint-Révérend
L'église Saint-Révérend date du XIIe siècle et a été remaniée au XIIIe siècle, puis au XVe siècle. Cette ancienne église romane, fort modeste dans son architecture, possède une façade avec modillons à voussures, un portail d'entrée en plein cintre, une corniche et un pignon-clocher. Sa particularité est qu'elle est l'édifice religieux le plus haut perché de la Charente-Maritime, étant située à 145 mètres de hauteur.
Elle est inscrite à l'inventaire des monuments historiques depuis le 23 juillet 1973.

#### Le puits de la rue de l'École
Le puits de la rue de l'École date du XIXe siècle, fort probablement de l'époque de la monarchie de Juillet en un temps où les problèmes d'adduction d'eau potable et d'hygiène publique se posaient avec acuité, à moins qu'il ne date du Premier Empire à l'exemple du Grand Puits de Vinax où celui-ci fut creusé en 1800. Ce puits, creusé au cœur du village, assurait la fourniture en eau d'une partie des habitants des Éduts. À ses côtés sont exposés des auges et des abreuvoirs pour le bétail qui revenait des champs.